# Лесничье (Винницкая область)
Лесни́чье (укр. Лісниче, пол. Leśnicze) — село на Украине, находится в Бершадском районе Винницкой области.
Код КОАТУУ — 0520482803. Население по переписи 2001 года составляет 1410 человек. Почтовый индекс — 24462. Телефонный код — 4352.
Занимает площадь 48,2 км².

## Адрес местного совета
24462, Винницкая область, Бершадский р-н, с. Лесничье, ул. Калинина, 1